# Shelly Bobritsky
Shelly Bobritsky (in ebraico שלי בובריצקי‎?; 27 giugno 2001) è una nuotatrice artistica israeliana.

## Palmarès
- Europei

Belgrado 2024: bronzo nel duo libero e nel duo tecnico
- Giochi europei

Cracovia 2023: oro nel programma libero combinato e bronzo nella gara a squadre programma libero

### Coppa del Mondo
- 10 podi:
  - 4 vittorie (3 nel duo, 1 nella gara a squadre)
  - 2 secondi posti (1 nella gara a squadre e 1 nel duo)
  - 4 terzi posti (2 nel duo e 2 nella gara a squadre)

#### Coppa del mondo - vittorie
| Data          | Luogo   | Paese  | Disciplina  |
| ------------- | ------- | ------ | ----------- |
| 17 marzo 2023 | Markham | Canada | Duo tecnico |
| 3 giugno 2023 | Oviedo  | Spagna | Team libero |
| 4 giugno 2023 | Oviedo  | Spagna | Duo libero  |
| 7 aprile 2024 | Pechino | Cina   | Duo libero  |